# Molnár Róbert (politikus)
Molnár Róbert (Kübekháza, 1971. március 27.) magyar jogász, politikus. 1998 és 2002 között az FKGP országgyűlési képviselője, 2002 és 2024 között Kübekháza polgármestere, 2014 óta a szomszédos romániai falu, Óbéba (Beba Veche), illetve 2024 óta Kübekháza díszpolgára.

## Életpályája
A Szeged melletti Kübekházán nőtt fel. Anyai ágon sváb felmenői voltak (Felhaus, Grossberger). Gyermekkorától kezdődően aktívan vett részt a kis falu iskolai életében, majd a közéletében. 1988-tól rendszeresen látogatta a szegedi underground ellenzéki mozgalmak programjait, 1989-től pedig bekapcsolódott az FKGP megyei, majd helyi munkájába. Időközben a Csongrád Megyei Hírlap külső tudósítója lett, illetve kiváló sajtókapcsolataira való tekintettel 1989-ben megválasztották a párt megyei sajtófőnökévé.

### Torgyán József mellett
1990. január 20-án ismerkedett meg Torgyán Józseffel, az FKGP akkori pártfőügyész-helyettesével, aki pártelnökké választása esetére felajánlotta részére a párt országos szervezési osztályának vezetését. Torgyán Józsefet 1990. június 30-án elnökké választották, Molnár Róbert pedig július 17-től Budapestre került a Szoboszlai utcai pártközpontba. Molnár Róbert időközben a párt főtitkár-helyettese is lett, miközben a szervezési osztály mellett az elnöki protokollt is ő vezette. 1998-ban, 27 évesen képviselője lett az Országgyűlésnek és a Parlament jegyzőjévé is megválasztották.
Az ezt követő időszakban kialakult frakcióbeli nézeteltérések miatt Molnárt megfosztották a külügyi bizottsági tagságától, majd kizárták mind a frakcióból, mind a pártból, elvesztette jegyzői megbízatását is. 2002-ben képviselői mandátuma is megszűnt.

### Polgármesterként
A 2002 őszi önkormányzati választásokig munkanélkülivé vált, ám akkor szülőfaluja, Kübekháza polgármesterévé választották. Nagy többséggel nyerte meg ezt követően a 2006-ban, 2010-ben, 2014 és 2019-ben megtartott önkormányzati választásokat is. 2024-ben viszont, 22 év polgármesterség után, több, korábban vele együtt megválasztott képviselő társaságában bejelentette, hogy a 2024. évi önkormányzati választáson már nem jelölteti magát.
2014 októberében a faluval szomszédos romániai Óbéba önkormányzata a két település érdekében végzett építő szolgálatának elismeréséül Óbéba díszpolgárává fogadta, 2024 októberében pedig Kübekháza megalakult új képviselő-testülete fogadta a falu díszpolgárává.
2007-től hitmélyítő és evangelizációs előadásaival járta az országot, illetve 2017 márciusától 2018 januárjáig az Új Kezdet nevű párt egyik alelnöke volt.

## Könyvei
- Az elnök embere voltam (2001)
- Egy politikus, akit rabul ejtett Isten. Egy volt parlamenti képviselő – jelenleg polgármester – megdöbbentő vallomása a szenvedésről, a kilátástalanságban felragyogó reményről, a hitről, a formáltatásról, a szolgáló vezetésről és a politikáról (2011)
- Ébresztő, Magyarország! Egy politikus gondolatai a megjárt mélységekről, az ébredésről és hazánk áhított felemelkedéséről (Kübekháza: Szerzői kiadás, 2012)
- Amikor a Csend beszélni kezd (2013)
- Kübekháza első 170 éve (Miklós Péterrel, 2014)
- Őrhelyemre állok; (Kübekháza: Érted Magyarország Misszió, 2014)
- Láss túl a pusztán! (2016)